# Pestalotiopsis maculiformans
Pestalotiopsis maculiformans är en svampart som först beskrevs av Guba & Zeller, och fick sitt nu gällande namn av Steyaert 1949. Pestalotiopsis maculiformans ingår i släktet Pestalotiopsis och familjen Amphisphaeriaceae.   Inga underarter finns listade i Catalogue of Life.